# Carl-Orff-Gymnasium Unterschleißheim
Das Carl-Orff-Gymnasium Unterschleißheim (kurz: COG) ist ein naturwissenschaftlich-technologisches und sprachliches Gymnasium in Unterschleißheim. Es hatte im Schuljahr 2023/24 knapp 1300 Schüler. Sein Namensgeber ist der Komponist Carl Orff. Es gibt eine offene Ganztagsschule.

## Gelände und Gebäude
Das Carl-Orff-Gymnasium liegt neben der Therese-Giehse-Realschule. Es ist durch die MVV-Buslinien 215, 219 und 693 ebenso erreichbar wie durch die Münchner S-Bahn-Linie 1. Seine Lage wird begünstigt durch die unmittelbare Nähe zum Freizeitbad AquariUSH sowie zum Valentinspark.
Das COG war zunächst in den Räumen der Grundschule an der Raiffeisenstraße untergebracht, bis im Jahr 1980 das heutige Hauptgebäude am Münchner Ring fertiggestellt wurde. Seine Architektur, die das Gebäude in drei Trakte mit lichtem Innenbereich, der auch die Aula beherbergt, teilt, macht es zu einem transparenten Bauwerk, das Begegnungen zwischen Lehrern und Schülern ermöglicht. Charakteristisch für die Fassade des Hauptgebäudes sind die blau-weiß gestreiften Sonnensegel.
Das COG wurde über die Jahre immer wieder erweitert. Grund waren meist die steigenden Schülerzahlen.
| Einweihung | Bauteil                                   |
| ---------- | ----------------------------------------- |
| 1984       | Erster Erweiterungsbau am Hauptgebäude    |
| 1986       | Oberstufenpavillon                        |
| 1993       | Zweiter Erweiterungsbau am Hauptgebäude   |
| 2008       | Mensagebäude (ersetzt Oberstufenpavillon) |
| 2017       | Dritter Erweiterungsbau (als Neubau)      |

## Kulturelle Angebote

### Sport
Das COG bietet im Fach Sport einige Wahlkurse für interessierte Schüler an, die dann auch an Wettkämpfen teilnehmen.
Wahlkurse
- Sportklettern
- Handball

### Musik
Das COG bietet im Fach Musik ebenfalls verschiedene Kurse und Wahlkurse an. In Konzerten im Sommer sowie an Weihnachten zeigen die Schüler zusammen mit den Lehrkräften ihr Können.
Wahlkurse
Die Schule bietet die folgenden Wahlkurse an:
- Big Band
- Junior-Band
- Großer COG-Chor
- Orchester
- Unterstufenchor
- Streicherensemble

Kurse
- Chor-Klasse
- Big-Band-Klasse

### Fremdsprachen
Es werden die Fremdsprachen Englisch, Latein, Französisch und Spanisch angeboten, daneben gibt es sowohl für Anfänger als auch für fortgeschrittene Schüler einen Italienisch-Wahlkurs. Ebenfalls haben Schüler die Möglichkeit, bei der Erstellung der Schülerzeitung „Cognition“ mitzuarbeiten.
MINT-Fächer

Das COG hat verschiedene Angebote für speziell interessierte Schüler, wo sie mehr zum jeweiligen Thema lernen und in unterschiedlichen Teams damit arbeiten.
Wahlkurse
- Erste-Hilfe-Team
- Homepageteam
- Technikteam
- Experimente antworten
- Umwelt AG
- Film[4]
- Fairtradeteam

### Theater
Die Angebote im Fach Theater reichen von den Wahlkursangeboten der Unter-, Mittel- und Oberstufe bis hin zu seit dem Schuljahr 2013/2014 angebotenen Theaterklassen, in denen für die Schüler das Fach Theater zum festen Fächerkanon gehört.
Stücke (Auswahl)

Die von den Theatergruppen aufgeführten Stücke sind oft von den Theaterlehrern und Schülern selbst arrangiert, interpretiert und geschrieben.
- Geheimnisse im Kopf (2016)
- UNCUT (2015)
- Werkschau (2015)
- Alle Pinguine sind gleich (2015)
- Eine-Welt-Zukunftsvision (2014)
- Wilhelm Tells Apfel (2014)
- Schiller – sämtliche Werke leicht gewürzt (2014)
- Die Frau von früher (2013)
- Hexentanz (2012)
- Jedermann und die Brandstifterinnen (2012)

Auszeichnungen (Auswahl)
- 2. Preis beim bridge-it-award 2014, Sonderpreis 2018, 3. Preis (2017), 1. Preis (2015), 2. Preis (2014)
- 4. Platz im Bundeswettbewerbs des Ministeriums für Entwicklung und Zusammenarbeit (2014 und 2018), Sonderpreis 2016, 1. Preis 2012 und 2010
- „Die Frau von früher“ wird von der TTJ-2014-Jury unter die besten 20 Jugendtheaterstücke Deutschlands gewählt (2014); Einladung zum Theatertreffen der Jugend nach Berlin 2011 als eines der besten 12 Jugendtheaterstücke Deutschlands
- 3. Preis bei „andersartig-gedenken on“ stage (2019), 2. Preis (2016)
- Jugendsozialpreis des Lionsclubs 2019, 2016 und 2014
- Bayerischer Eine-Welt-Preis 2014
- 1. Preis Landeswettbewerb Geschichte „Erinnerungszeichen“ 2014
- Landespreis für den Geschichtswettbewerb des Bundespräsidenten 2011
- 1. Preis beim Carl-Orff-Fest in Andechs

## Sonstiges
Das COG verfügt über einen Elternbeirat, Schülerteams und eine Schülermitverantwortung (SMV).

## Ehemalige Schülerinnen und Schüler
- Cathy Hummels (* 1988), Moderatorin
- Isabell Klein (* 1984), Handballspielerin
- Stephan Schmitter (* 1974), Medienmanager